# Aert de Gelder

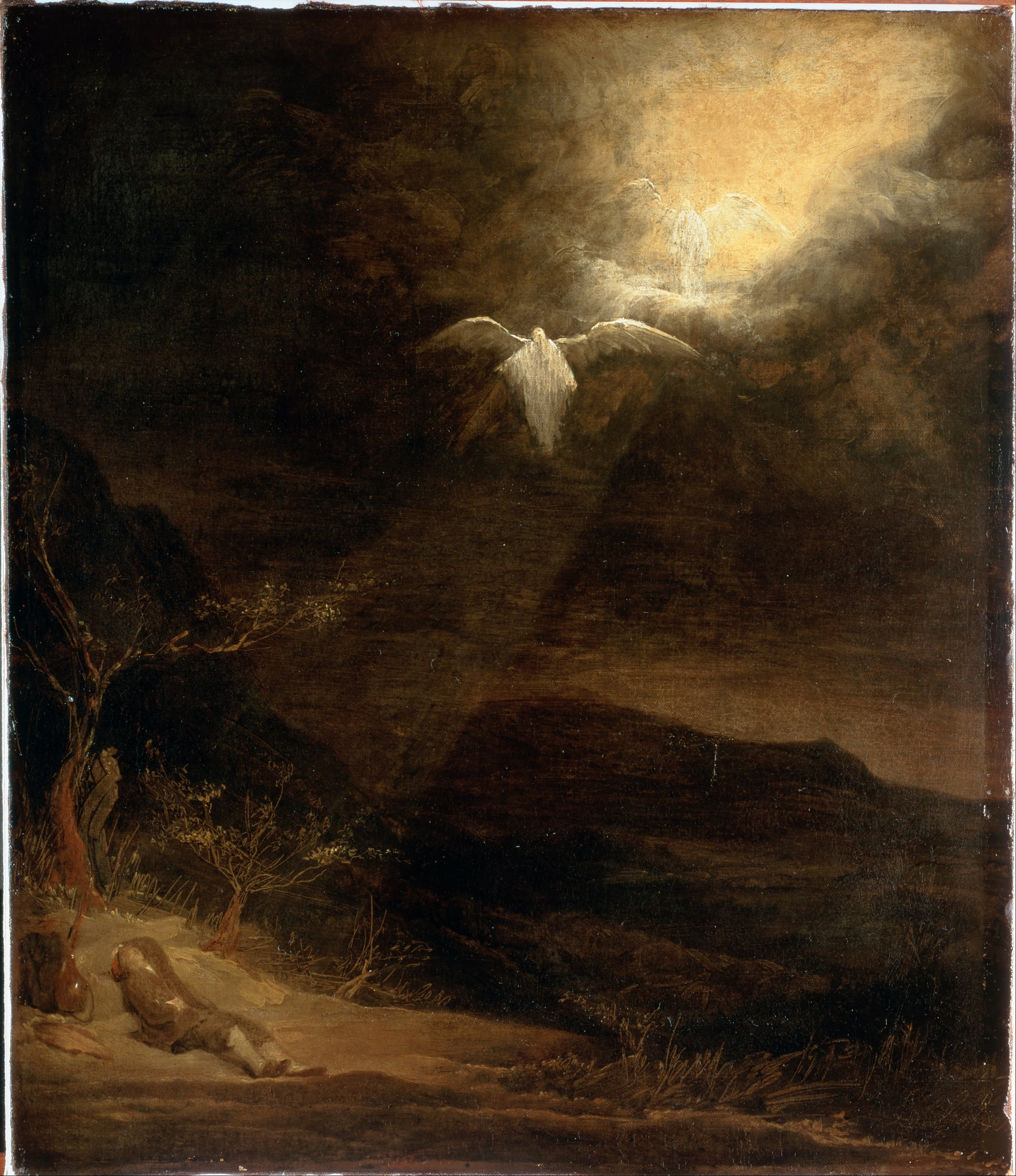
Somni de Jacob d'Aert de Gelder (1710-1715, 667 x 569 mm, Dulwich Picture Gallery)

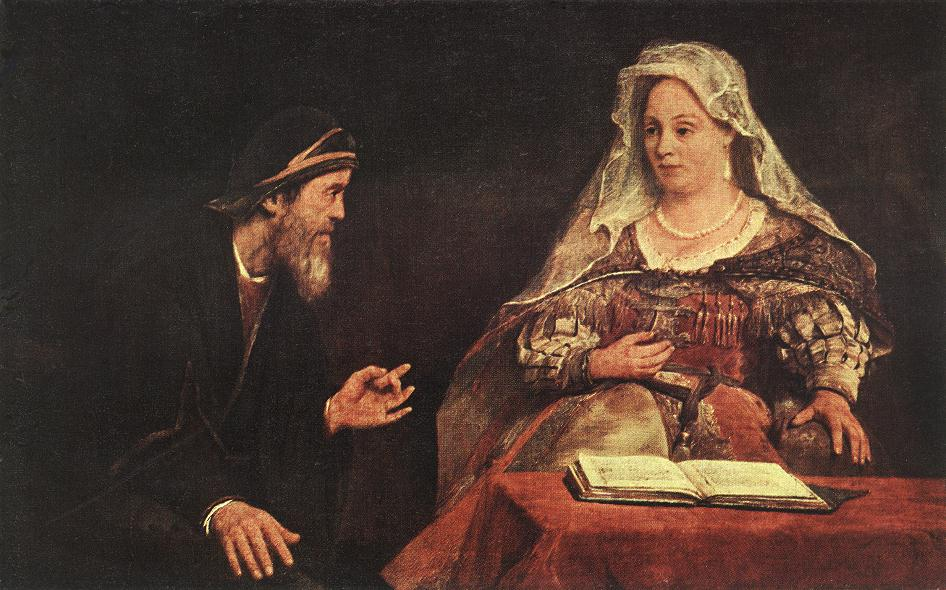
Ester i Mardoqueu (1685, 93 x 148,5 cm, Museu de Belles Arts de Budapest)

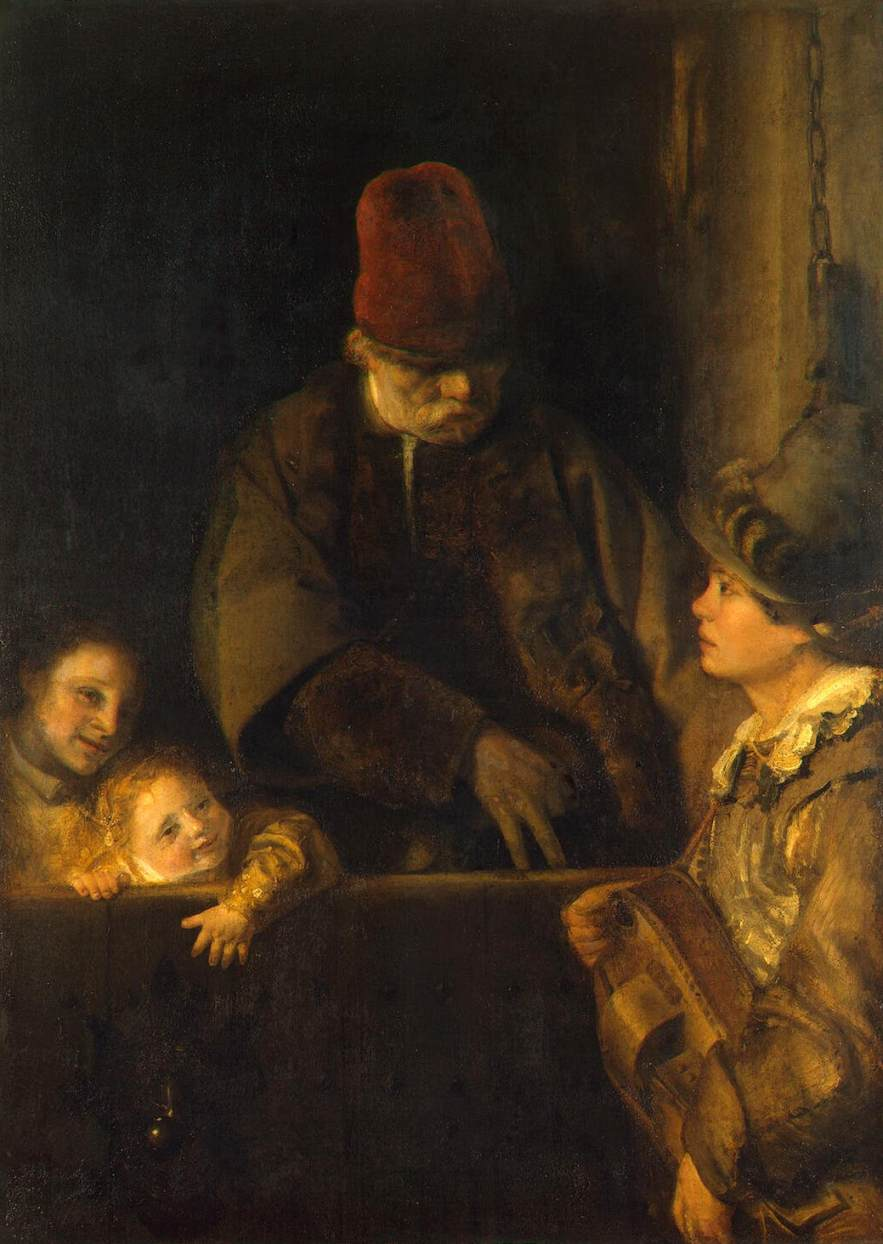
El músic errant (dècada del 1690, 139 x 99 cm, l'Ermitage)

Aert de Gelder o Arent de Gelder (Dordrecht, 1645 - Dordrecht, 1727) fou un pintor neerlandès, el qual fou principalment actiu a la seua ciutat nadiua (on estudià amb Samuel van Hoogstraten).

## Galeria

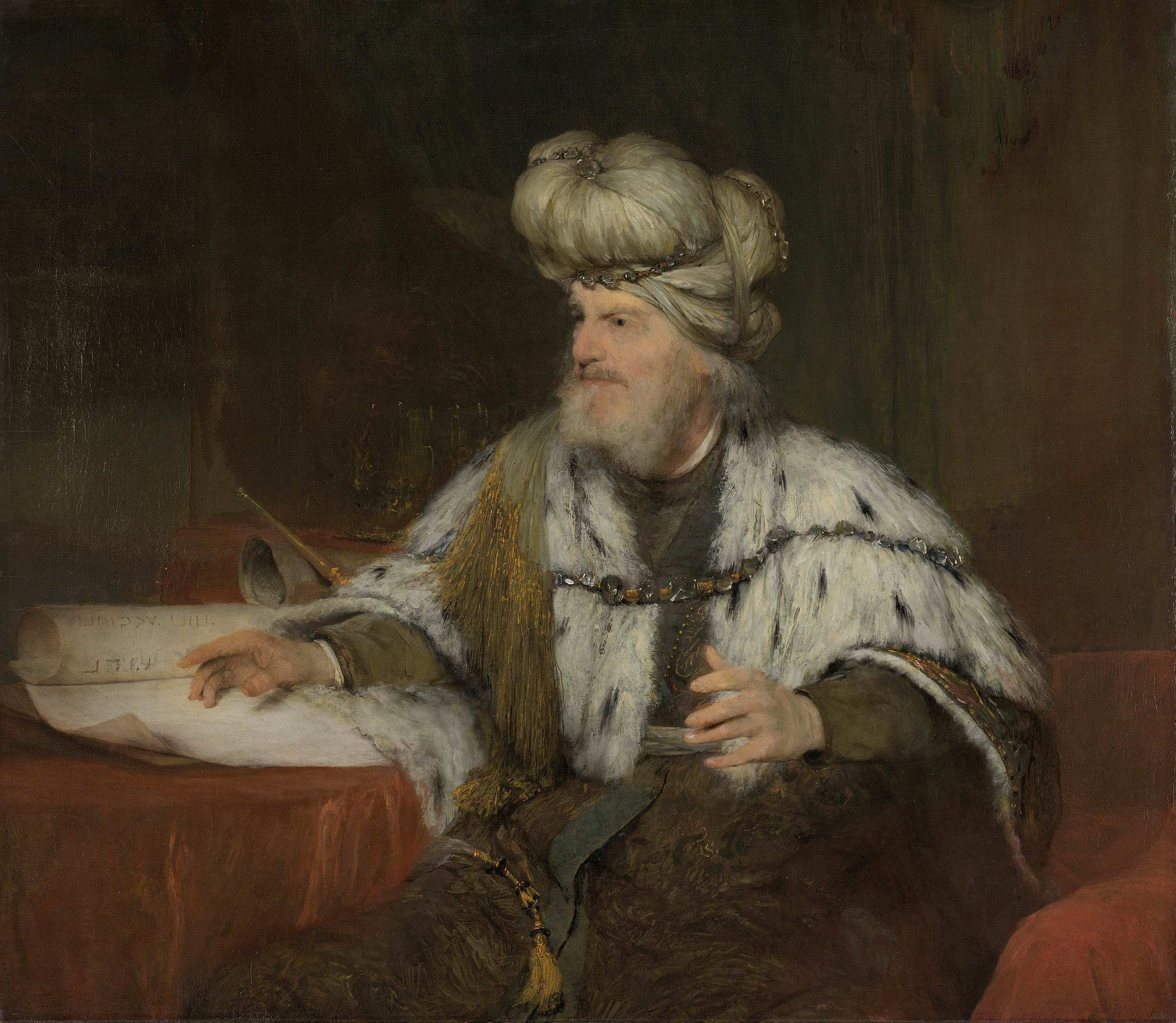
Rei David (cap a 1683, 109,5 x 114,5 cm, Rijksmuseum)
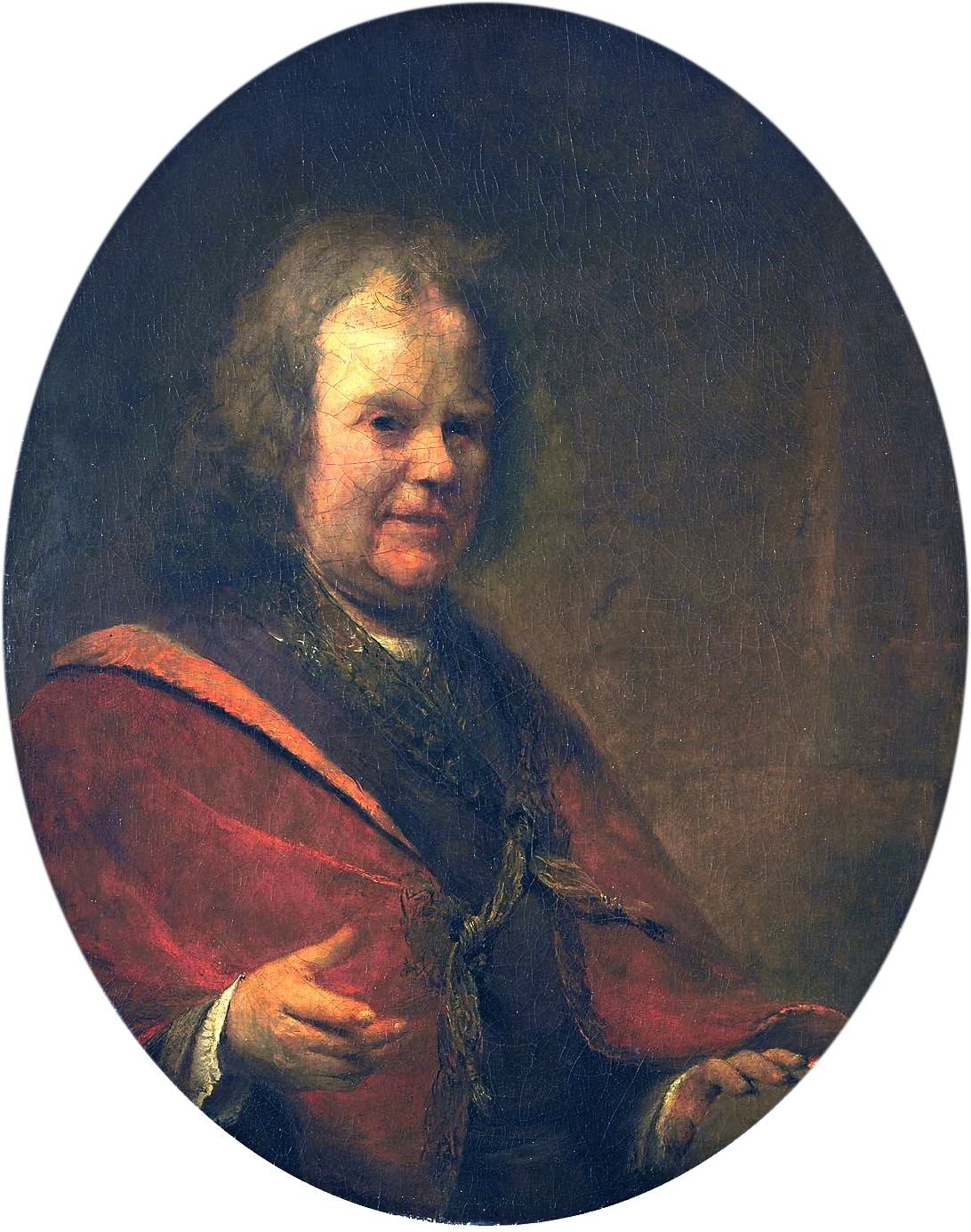
Retrat de Herman Boerhaave (cap a 1722, 79,2 x 63,5 cm, Mauritshuis)
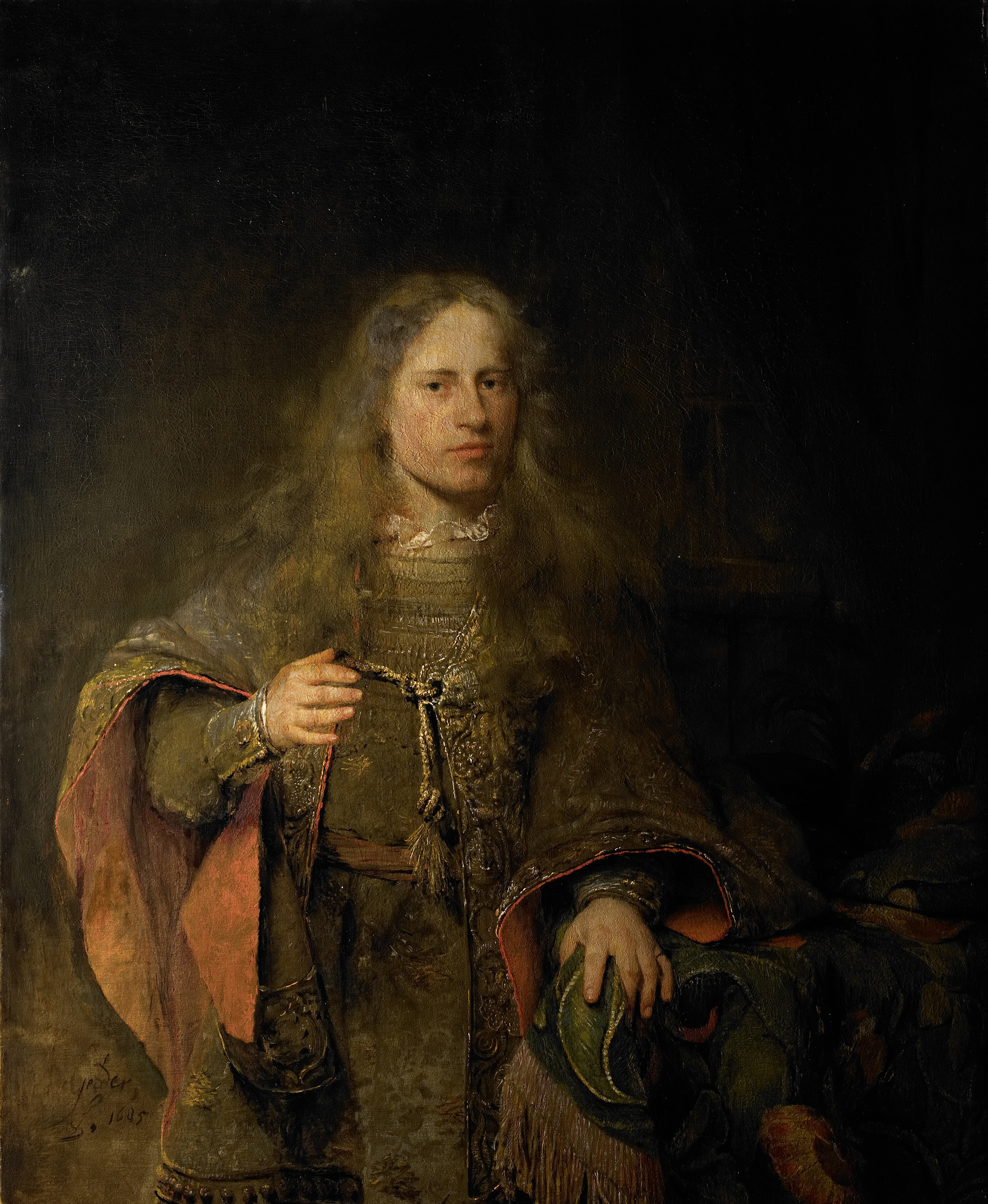
Retrat d'Ernst van Beveren (1685, 128 x 105 cm, Rijksmuseum)
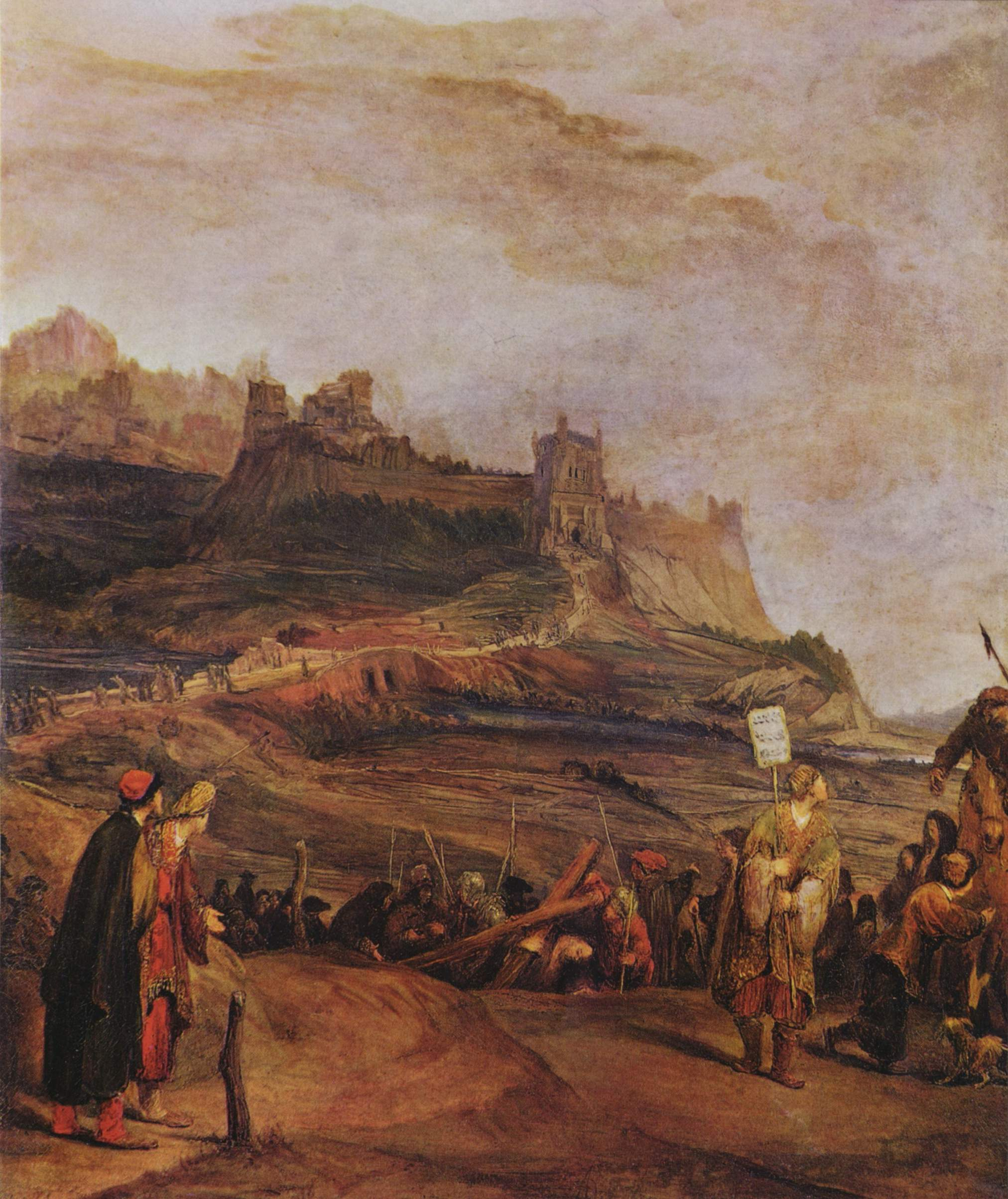
Camí al Gólgota (entre 1675 i 1700, 72 x 60 cm, Staatsgalerie Aschaffenburg)
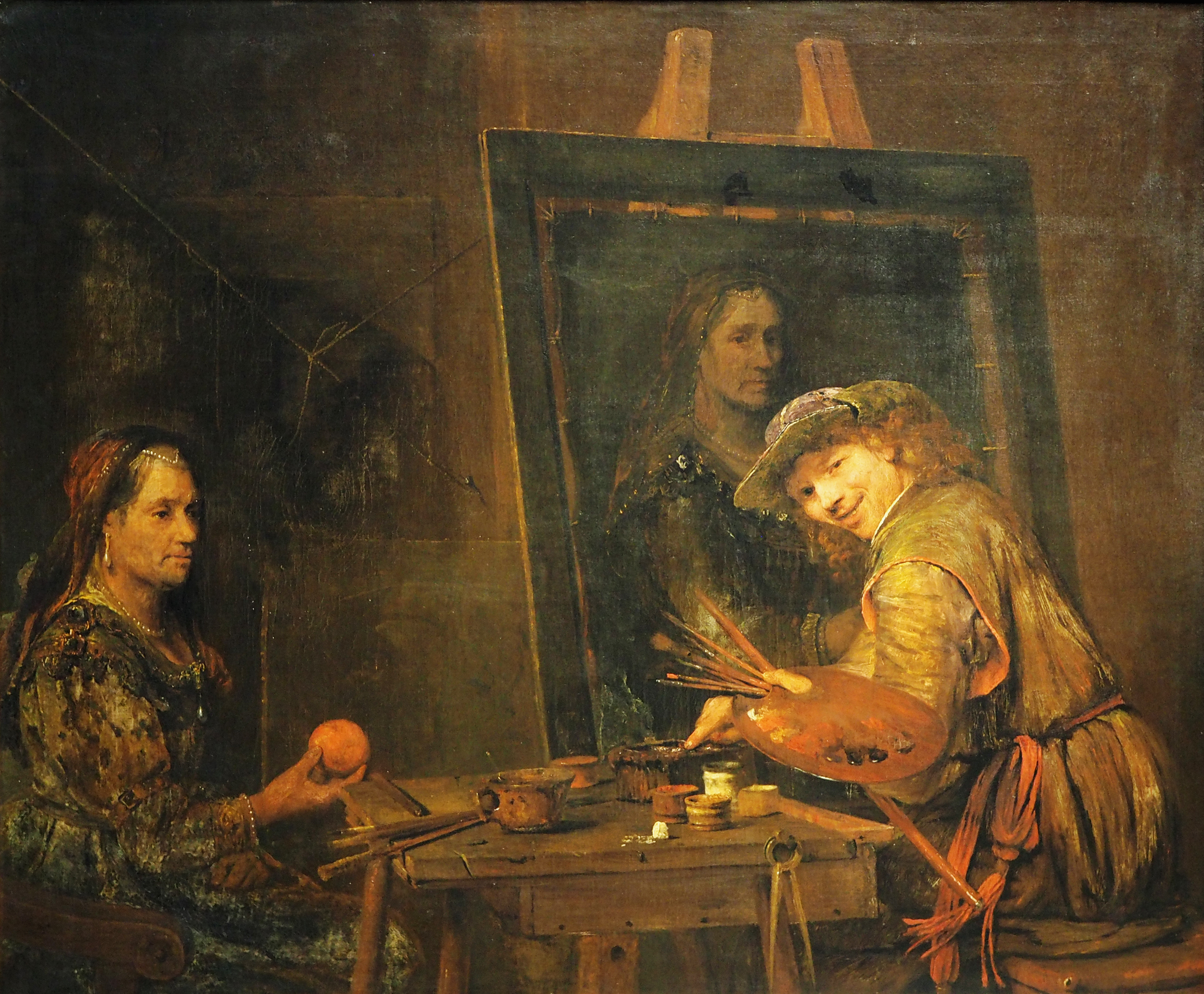
Autoretrat amb un cavallet pintant una dona gran (1685, 142 x 169 cm, Institut Städel de Frankfurt del Main)
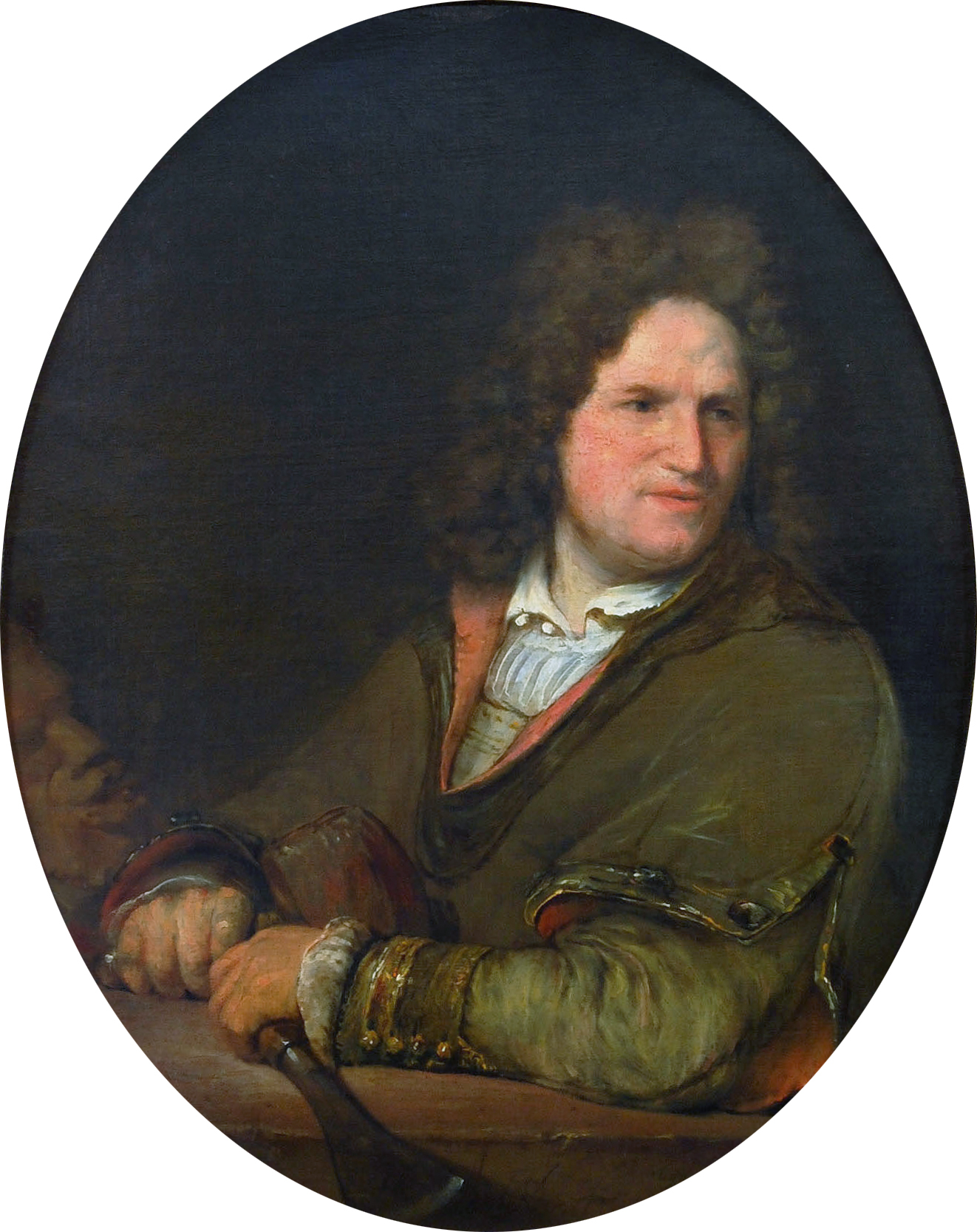
Retrat de l'escultor Hendrik Noteman (1698, 72 x 62 cm, Museu de Dordrecht)
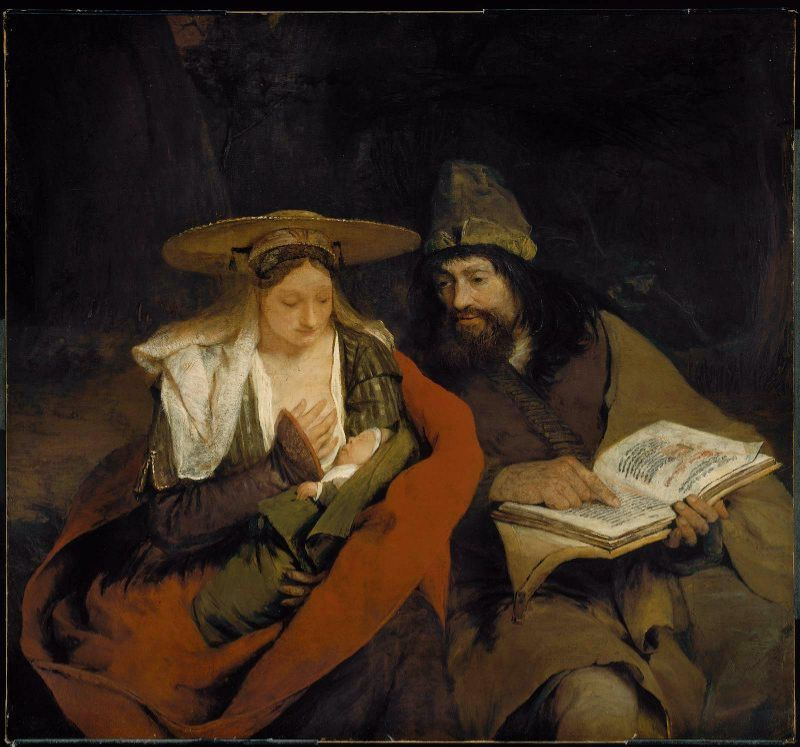
Descans en la fugida a Egipte (cap a 1690, 109,9 x 118,8 cm, Museu de Belles Arts de Boston)
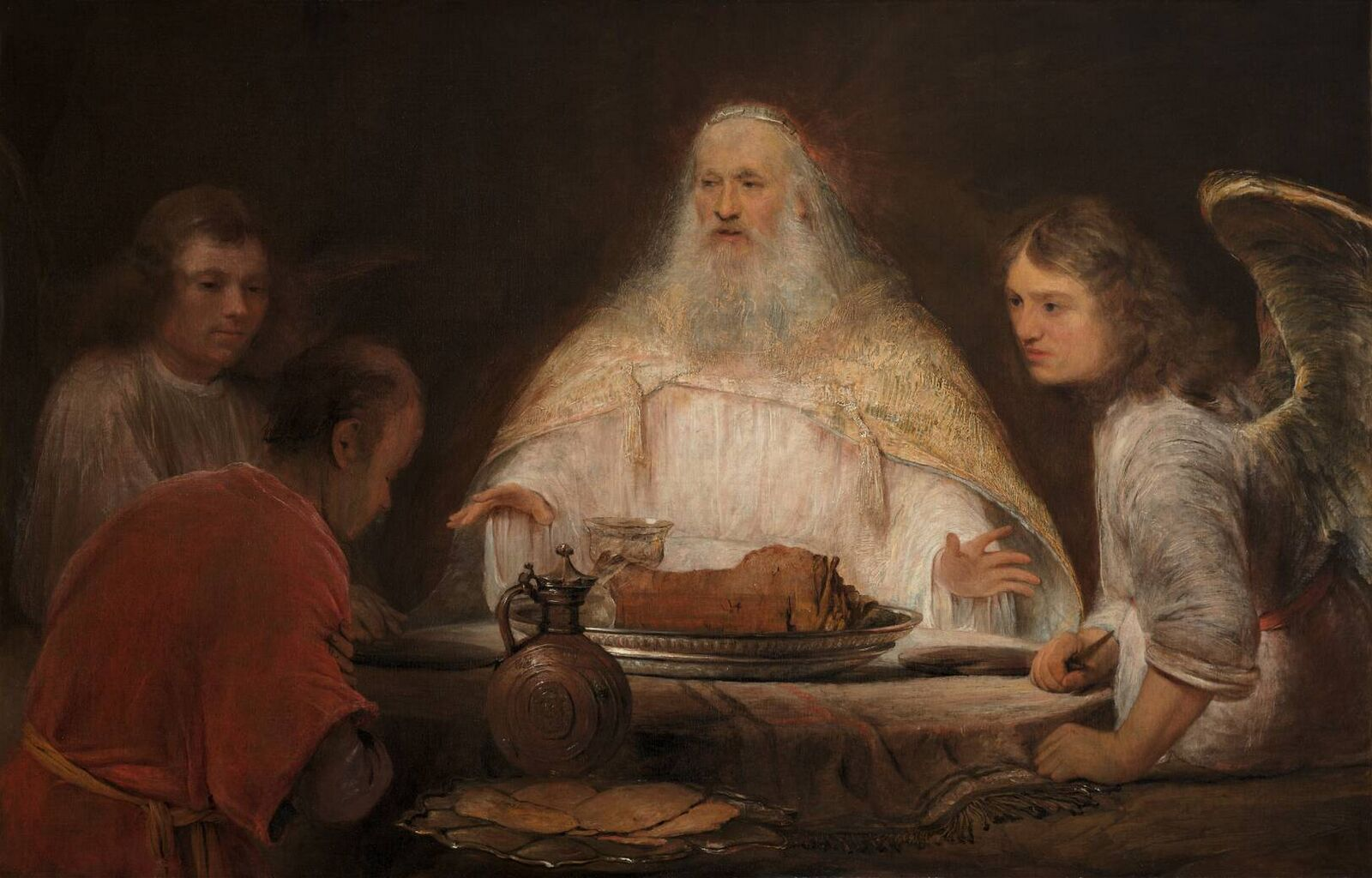
Abraham i els Àngels (entre 1680 i 1685, 111 x 174 cm, Museu Boijmans Van Beuningen)
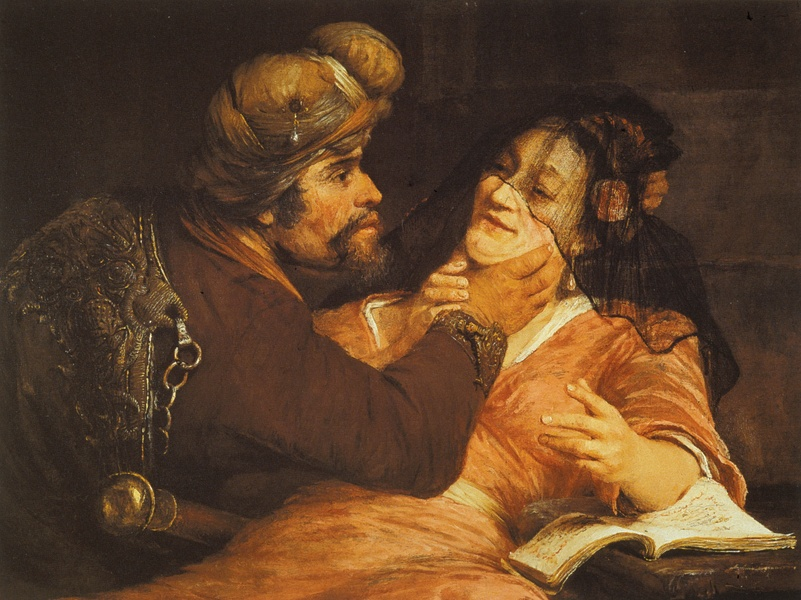
Tamar i Judà (1667, 64 x 88 cm)
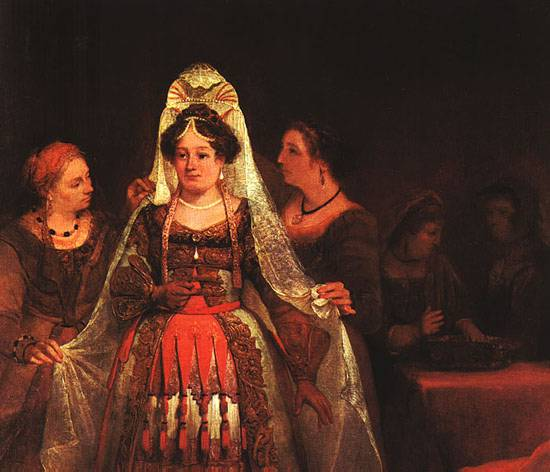
La núvia jueva (1684, Alte Pinakothek)